# 金浩英
金浩英（韓語：김호영，1983年2月19日—），韓國男演員、音樂劇演員，多次獲得音樂劇獎項，其舞台演出及唱功聲線不論男或女角色，都能駕馭得游刃有餘。最近舞台演出有和金宣虎合作的《蜘蛛女之吻》，2018年初又在《kinky boots》出演主角。自2017年年底在《蒙面歌王》扮演「喝了放送水的粉紅色河馬」後，金浩英漸漸在更多的綜藝節目中露面，參加了《蒙面歌王》的藝人評判團。2018年初參加了《1%的友情》，年中參加《真正的男人》等節目演出。電視劇方面，此前曾出演OCN電視劇《voice》其中一個單元「廣昌洞發燒俱樂部人質事件」，飾演梁浩式一角，給人留下深刻印象。